# Kéniéran
Kéniéran är en ort i Guinea.   Den ligger i prefekturen Mandiana Prefecture och regionen Kankan Region, i den östra delen av landet, 600 km öster om huvudstaden Conakry. Kéniéran ligger 395 meter över havet och antalet invånare är 2 600.
Terrängen runt Kéniéran är platt. Runt Kéniéran är det glesbefolkat, med 19 invånare per kvadratkilometer. Närmaste större samhälle är Koundian, 19,9 km söder om Kéniéran. Omgivningarna runt Kéniéran är huvudsakligen savann.